# 25807 Baharshah
25807 Baharshah (tên chỉ định: 2000 CU93) là một tiểu hành tinh vành đai chính. Nó được phát hiện bởi dự án Nghiên cứu tiểu hành tinh gần Trái Đất Lincoln ở Socorro, New Mexico, ngày 8 tháng 2 năm 2000. Nó được đặt theo tên Bahar Bipin Shah, an American high school student whose medicine và health sciences project won second place ở the 2009 Giải thưởng Khoa học và Kỹ thuật Intel.